# Seccions Deportives Espanyol
Seccions Deportives Espanyol és un club esportiu de Barcelona, fundat el 13 de juliol de 2017 de la mà de l'Associació de Petits i Mitjans Accionistes de l'Espanyol (APMAE), juntament amb l'aportació econòmica de més de 400 socis i una dotzena de patrocinadors. El club disposa de cinc seccions: hoquei sobre patins, basquetbol, voleibol, handbol i futbol sala.
La primera secció creada fou la l'hoquei sobre patins. Malgrat que, inicialment, no està vinculat de forma orgànica amb el Reial Club Deportiu Espanyol de Barcelona, el club té la vocació de recuperar l'herència de la seva secció d'hoquei sobre patins, desapareguda l'any 1996. L'equip entrenà a la pista dels Jesuïtes de Sarrià, mentre que els partits els disputà al Pavelló Municipal del Guinardó, seu del Futbol Club Martinenc. Actualment competeix a la OK Lliga Plata, buscant l'ascens a la màxima categoria de l'hoquei estatal, l'OK Lliga.
La secció de basquetbol masculí va ascendir l'any 2023 a la Lliga EBA. Actualment milita a Super Copa després de descendir de Tercera FEB la 2024-25.
La secció de futbol sala masculí competeix a la 3ª Divisió Nacional.
La secció d'handbol masculí participa a la Lliga Catalana Or, lluitant per l'ascens a 1ª Nacional.

## Plantilla d'hoquei patins
La plantilla del primer equip masculí, durant la temporada 2017-2018, està composta per:
| - Eloi Gaspar (capità) - Víctor Villena - Héctor Álava - Jorge Rivero - José López - Pablo Ricart |  | - Bernat Tobias - Marc Garcia - Eudald Bonet - Pol de Eguía - Rubén Manrique |

Entrenador:  Bernat Bosch